# Inmunotoxina
Las inmunotoxinas son un tipo de neurotoxinas que han surgido en las últimas décadas como una herramienta (y es el enfoque, además) de la neurociencia experimental. En particular, se considera el desarrollo de una gama de moléculas que permitan la selección selectiva, la disrupción y la muerte de poblaciones específicas de células neuronales en el sistema nervioso central (SNC). Entre las toxinas de las plantas, las más utilizadas para generar inmunotoxinas son las proteínas que inactivan ribosomas, siendo la más común la ricina, una toxina proteica potente que se extrae de las semillas del Ricinus communis.
Las inmunotoxinas son agentes usados en terapéutica basados en proteínas que consisten en un residuo de direccionamiento unido o fusionado a un residuo asesino. El residuo de direccionamiento (targeting) puede ser un anticuerpo o un ligando dirigido contra un receptor o antígeno de superficie celular que es específico para la enfermedad objetivo, en tanto que el residuo activo es un miembro de una clase de proteínas o enzimas altamente tóxicas. Esencialmente, se puede usar cualquier molécula que induzca la muerte celular al interferir directamente con la maquinaria celular, modificando la membrana celular o induciendo proteínas apoptóticas. Debido a la potencia enzimática de estas proteínas, un pequeño número de moléculas de toxinas administradas con éxito al citoplasma (o al compartimento ribosómico) puede ser letal para la célula.

## Antecedentes
En 1976, investigadores de la Escuela de Medicina de la Universidad de Boston construyeron moléculas híbridas hechas con anticuerpos antitumorales acoplados a la toxina de la difteria o de la ricina para destruir las células tumorales. A principios de la década de 1980, algunos grupos publicaron enfoques similares. La palabra 'inmunotoxina' se acuñó en 1981 para nombrar a estas moléculas quiméricas destinadas a matar células tumorales.

## Razonamiento e importancia biomédica
Las inmunotoxinas son herramientas que se pueden aprovechar para 
1. crear lesiones para el análisis experimental de la función normal de las neuronas blanco;[6]
2. generar modelos animales eficaces y eficientes de enfermedades humanas;[6]
3. estudiar los mecanismos de neurodegeneración;[6]
4. y desarrollar nuevas terapias.[6]

## Uso en oncología
Estos productos biofarmacéuticos no solo tienen potencial en neurociencias, sino también en oncología, ya que pueden dirigir selectivamente a los agentes citotóxicos a las células cancerosas que presentan marcadores de superficie asociados al tumor. Hoy se estudian inmunotoxinas recombinantes creadas con la finalidad de minimizar la toxicidad sistémica inherente a las quimioterapias convencionales.
La utilidad de inmunotoxinas particulares se relaciona con múltiples factores, incluida la especificidad para la población diana particular sola; validez para reproducir la neuropatología específica, e idealmente el proceso patogénico involucrado en la enfermedad objetivo; fiabilidad para producir toxicidad constante de una aplicación a la siguiente; y practicidad para una manipulación y uso seguros, simples, eficientes y rentables en el entorno del laboratorio.
Los anticuerpos monoclonales son adecuados como portadores de fármacos citotóxicos, gracias a su selectividad y flexibilidad. El reciente desarrollo de anticuerpos monoclonales que se dirigen a componentes clave de vías biológicas ha ampliado el rango de opciones de tratamiento para pacientes que sufren de varios tipos de cáncer. Los anticuerpos monoclonales también se han unido de forma covalente a fármacos quimioterapéuticos, lo que permite al especialista oncólogo administrar dosis más altas del agente citotóxico específicamente a las células cancerosas, sin afectar a los tejidos normales. Sin embargo, no son tratamientos que carezcan de efectos secundarios, principalmente relacionados con el síndrome de fuga vascular.
Siguiendo una lógica similar al uso neuroanatómico familiar de anticuerpos para marcar moléculas diana específicas en las células en un rango de técnicas inmunohistoquímicas sensibles, las inmunotoxinas implican la conjugación de un anticuerpo de inmunoglobulina (o fragmento de inmunoglobulina) con receptores de superficie celular o canales con una citotoxina que luego inducirá la muerte de la célula objetivo. El truco consiste en seleccionar objetivos tales como receptores de factores neurotróficos, que internalizarán el ligando, permitiendo así que la toxina sea transportada a la célula para la concentración intracelular, a menudo con transporte activo de regreso al cuerpo celular donde su acción tóxica primaria tiene efecto. Se han desarrollado una gama de fragmentos de anticuerpos y citotoxinas para una gama de aplicaciones, la primera de las cuales, y la que ha recibido mayor atención es la saporina 192 IgG empleada para dirigirse selectivamente a las neuronas colinérgicas.